# Le Chercheur d'or

De Slag aan de Somme

Le Chercheur d'or is een roman van Jean-Marie Gustave Le Clézio, die in 1985 bij Gallimard verscheen.

## Samenvatting
Het verhaal begint in 1892 in het dal van de Boucan op het eiland Mauritius. Alexis is dan acht jaar en leidt een onbezorgd leven: hij speelt met zijn oudere zus Laure in het bos en in de “boom van goed en kwaad”, en trekt eropuit met zijn vriend Denis, een zwarte jongen die afstamt van Mauritiaanse slaven. Denis laat Alexis kennismaken met de geheimen van de natuur en neemt hem mee op zijn eerste zeereis. Deze ervaring laat een onuitwisbare indruk na op Alexis, ook al zijn zijn ouders het er volstrekt niet mee eens. Ze verbieden Alexis nog langer met Denis om te gaan. De familie is niet rijk; vader kampt met geldzorgen, en om zijn schulden af te lossen probeert hij een elektriciteitsgenerator te bouwen op het afgelegen deel van het eiland waar ze wonen. Denis' moeder, Mam, is huisvrouw en bekommert zich om de opvoeding van de kinderen. Niet veel later verwoest een cycloon grote delen van het eiland, waaronder ook het huis van de familie en vooral de generator, die de laatste hoop was van de vader van Alexis. De familie is geruïneerd en moet verhuizen naar Forest Side. 
Daar wordt de kleine Alexis in een internaat geplaatst en raakt hij in de ban van piratenverhalen. Na de dood van zijn vader leest Alexis in diens papieren dat er zich mogelijk ergens een schat bevindt. ‘De schat van de Zeerover’ is verstopt op het eiland Rodrigues. Jaren gaan voorbij, Alexis wordt ouder en werkt als boekhouder in de firma van zijn oom. Gebeten door het avontuur vaart hij in 1910 mee met de Zeta, een driemastige schoener van kapitein Bradmer en zijn Comorese schipper. Tijdens deze reis vindt Alexis eindelijk het geluk waarop hij zo lang heeft gewacht, namelijk het plezier van het varen.
Nadat ze voorbij verschillende eilanden en uiteindelijk voorbij Cargados Carajos varen, komen ze aan op het eiland Rodrigues, waar Alexis naar de schat begint te zoeken.
De papieren van zijn vader leiden hem naar herkenningspunten die de zeerover heeft achtergelaten. Hij zet kentekens en boort gaten met behulp van twee plaatselijke inwoners. Deze vruchteloze zoektocht neemt jaren in beslag. Op een dag, na een ongeluk, leert Alexis Ouma kennen, die opgegroeid is in Parijs. Zij verzorgt hem en Alexis wordt verliefd op haar. Alexis ontdekt daarna verschillende schuilplaatsen die met de schat te maken hebben, maar die blijken allemaal leeg. Hij beslist om te vertrekken en ontdekt plotseling dat hij vier jaar op het eiland heeft doorgebracht!
Wanneer hij in 1914 het nieuws verneemt dat de Eerste Wereldoorlog begonnen is, biedt Alexis zich vrijwillig aan bij het Britse leger. Hij vertrekt naar Europa waar hij strijdt aan het front in Ieper, tijdens de winter van 1915, en aan de Somme in oktober 1916. Als bij wonder komt hij levend van het front terug, waar veel van zijn lotgenoten het leven lieten. Hij wordt uiteindelijk gerepatrieerd naar Engeland met een zware tyfusbesmetting.
Hij keert terug naar Forest Side om Laure te zien en wordt er hij als oorlogsheld onthaald vanwege zijn vermeende heldendaden. Zijn moeder is ondertussen bijna helemaal blind geworden en haalt onophoudend herinneringen op aan haar gelukkige verleden in het dal van de Boucan. Na enkele maanden te hebben doorgebracht op Mauritius, waar hij werkt als opzichter in de suikerrietvelden, beslist Alexis om in 1919 opnieuw te vertrekken naar het eiland Rodrigues. Hij wil er zijn zoektocht naar de schat voortzetten en proberen om Ouma terug te vinden. Maar 1922 breekt, hij heeft de schat nog steeds niet gevonden en Ouma is er niet meer. Net als hij denkt iets gevonden te hebben, ontvangt hij een brief van Laure, waarin staat dat zijn moeder spoedig zal sterven. Een orkaan verwoest het eiland, vernielt zijn kampeerplaats ‘l’Anse des Anglais’ en gooit de Zeta, die in de omgeving aan het rondvaren was op de klippen.
Uiteindelijk keert Alexis terug naar Mauritius om zijn moeder tijdens de laatste dagen van haar leven bij te staan. Wanneer ze sterft, komt Alexis toevallig Ouma tegen, die nu in een rietplantage in Mauritius werkt.
Laure gaat bij de ordediensten werken en Alexis keert met Ouma terug naar de plek waar hij zijn kindertijd heeft doorgebracht. Hij leeft enkele maanden gelukkig met haar samen in Mananava, dicht bij zijn ouderlijk huis in Boucan. Door een samenloop van noodlottige tegenslagen verlaat Ouma Alexis eens en voor altijd en gaat ze haar broer opzoeken in een vluchtelingenkamp dat bewaakt wordt door het Engelse leger. Ze wordt gedeporteerd naar haar geboorte-eiland  Rodrigues, terwijl Alexis zijn laatste papieren in verband met de schat verbrandt, om zich “vrij te voelen”.
Het boek eindigt met een droom van Alexis: zijn schip, de Argo, met zijn Ouma.

## Opmerkingen
Le Clézio geeft veel details vrij over dit boek in Voyage à Rodrigues.
Dit werk maakte deel uit van een reeks teksten gebruikt voor de lessen Frans/filosofie van de voorbereidende jaren op de “grandes écoles” in het schooljaar 2005-2006.